# Concetto Pozzati
Concetto Pozzati (Vo', 1º dicembre 1935 – Bologna, 1º agosto 2017) è stato un pittore italiano.

## Biografia

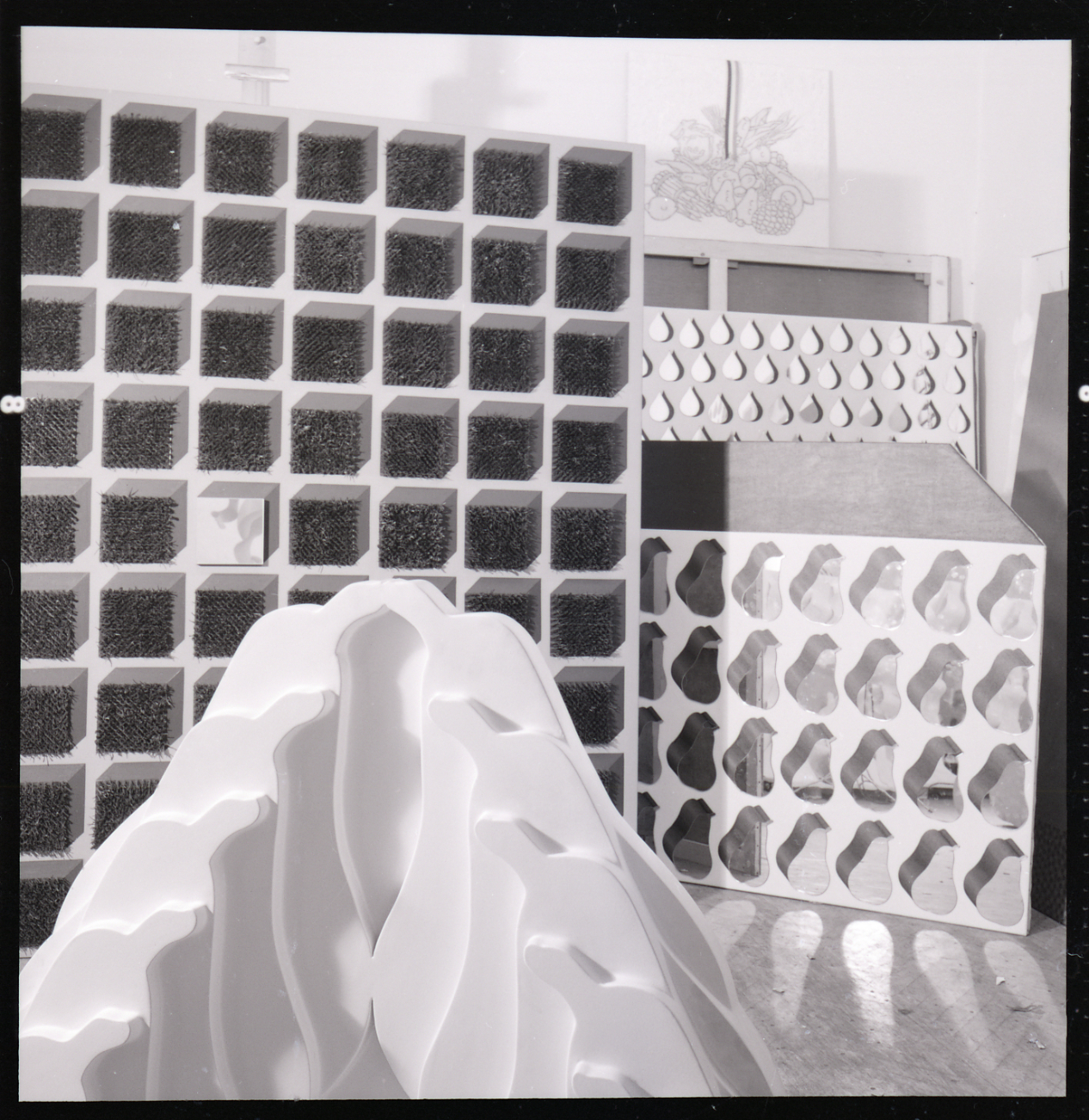
Opere di Pozzati nel suo studio di Bologna. Foto di Paolo Monti, 1969 (Fondo Paolo Monti, BEIC)

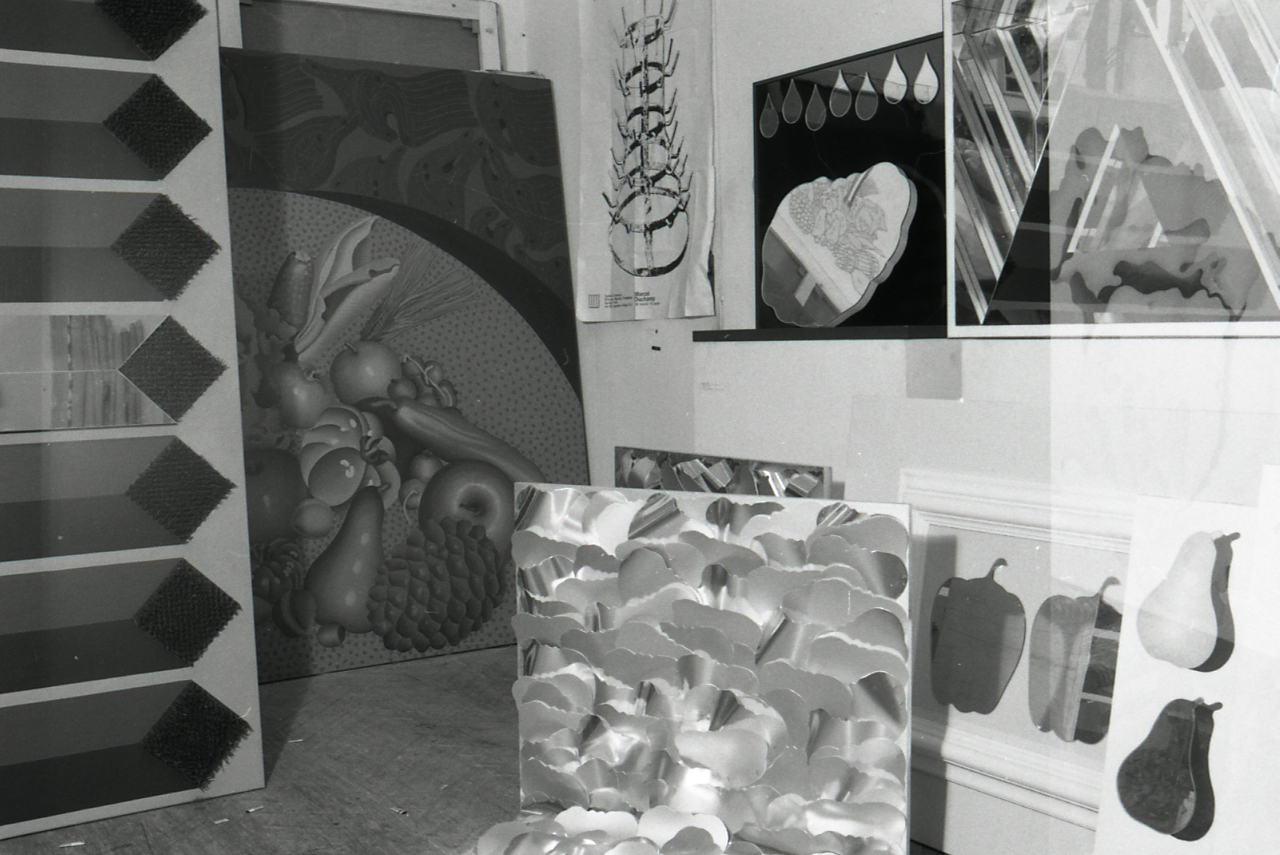
Opere di Pozzati nel suo studio di Bologna. Foto di Paolo Monti, 1969 (Fondo Paolo Monti, BEIC)

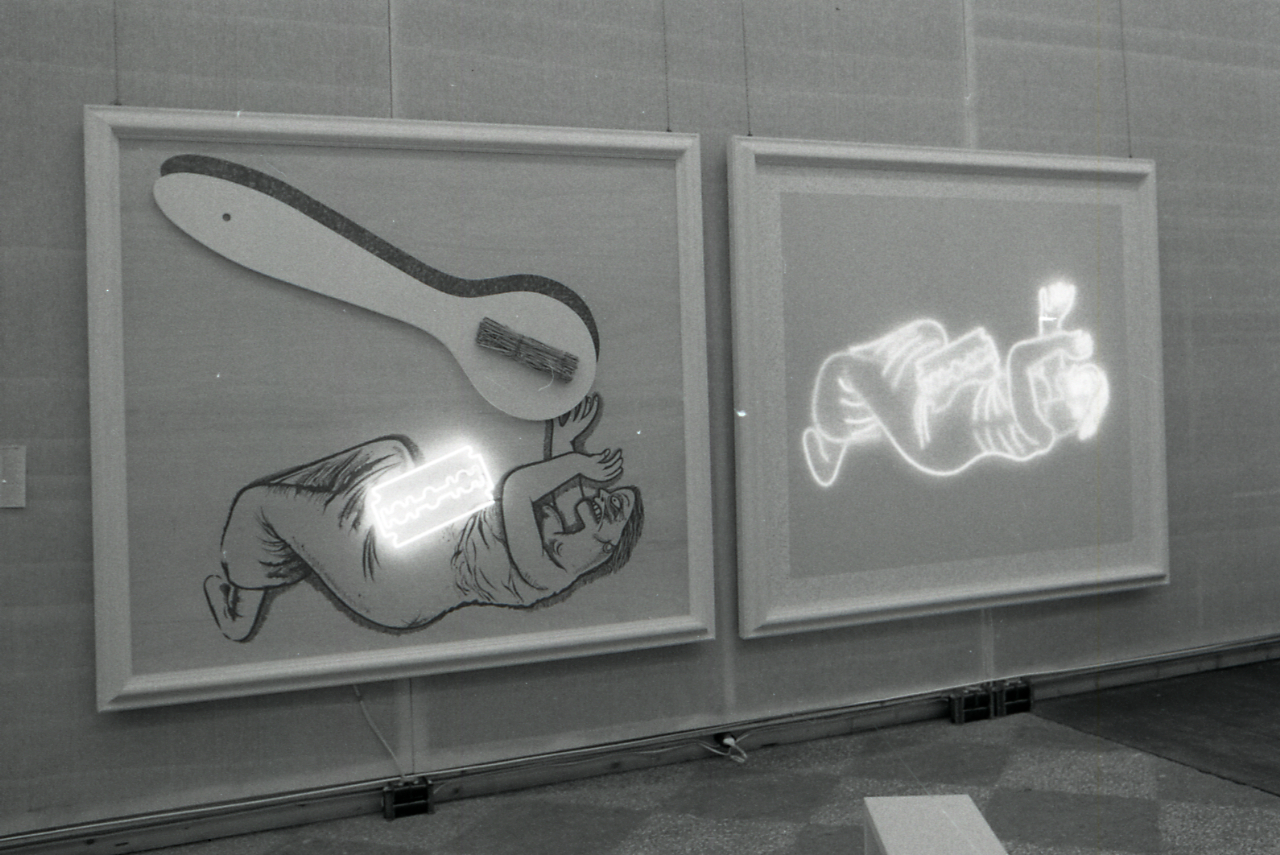
Biennale internazionale della giovane pittura, Bologna, 1970. Foto di Paolo Monti, 1969 (Fondo Paolo Monti, BEIC)

Cugino dello psicologo Luigi Meschieri, ha studiato dapprima a Bologna, per poi continuare a Parigi, presso l'atelier dello zio Sepo, noto cartellonista di fama internazionale, e specializzarsi in grafica pubblicitaria.
Dopo un esordio come artista informale, si è avvicinato alle tematiche pop.
È al surrealismo che è associata l'arte fredda e metallica di Pozzati, semplice nelle soluzioni ma, allo stesso modo, magica e fantastica, come accade ad esempio nella sua opera Per una impossibile modificazione (1964), in cui un insieme di frutti si rapporta con il suo doppio pittorico in modo paradossale. Questa opera, tra le più note dell'artista, è stata esposta alla Biennale di Venezia del 1964. A questa prima partecipazione del Maestro alla Biennale, hanno fatto seguito altre quattro presenze: nel 1972, 1982, 2007 e 2009). Da non dimenticare la partecipazione del maestro alla documenta Kassel del 1964.
Pozzati ha insegnato all'Accademia di belle arti di Urbino, di cui poi è stato anche direttore fino al 1973; in seguito ha insegnato alle Accademie di Firenze e Venezia. Quando è diventato ordinario della cattedra di pittura all'Accademia di belle arti di Bologna, gli è subentrato l'amico Emilio Vedova. Ha avuto numerosi allievi fra i quali il pittore Guglielmo Mari.
È stato accademico di San Luca. Nel 1998 è stato direttore artistico della Casa del Mantegna a Mantova.

### Incarichi politici
Dal 1993 al 1996 è stato assessore alla cultura per il comune di Bologna nelle giunte guidate da Walter Vitali. Durante il suo mandato riformò la cineteca comunale e la Galleria d'arte moderna, trasformandole in Istituzioni, e si impegnò nella ristrutturazione dell'ex Manifattura Tabacchi, che diventerà poi il polo culturale della Manifattura delle Arti.

## Mostre
Molte le sue mostre personali di rilievo internazionale, tra cui:
- nel 1963 alla Biennale di Tokyo;
- nel 1964, 1972, 1982, 2007 e 2009 alla Biennale di Venezia
- nel 1964 a documenta di Kassel;
- nel 1969 alla Biennale di Parigi;
- nel 1974 espone all'Università di Parma, a Palazzo Grassi (Venezia) e alla Quadriennale di Roma (che già aveva esposto sue opere nel 1959, 1965 e 1973);
- nel 1976 importante antologica al Palazzo delle Esposizioni di Roma, con oltre 200 opere, e al Padiglione d'Arte Contemporanea a Ferrara, inaugurato proprio in occasione di quella mostra;

## Opere
- Disagio pubblicitario
- Ri-Natura
- I miei fiori nello studio di Morandi
- Per una impossibile modificazione
- De-Posizioni
- Pelle di rinoceronte
- La pelle dei burattini
- Torture di pelle
- A che punto siamo con i fiori
- Dittico
- A Casa Mia"
- Tempo Sospeso
- Ex aequo
- Ciao Roberta (2007), MAGI '900, Pieve di Cento (BO)
- Quasi dolce (2012), MAGI '900, Pieve di Cento (BO)
- Impossibile paesaggio (1992), MAGI '900, Pieve di Cento (BO)
- Trovatore (da e per De Chirico) (1973), MAGI '900, Pieve di Cento (BO)
- Occupato (2012), MAGI '900, Pieve di Cento (BO)
- Sottochiave (2014), MAGI '900, Pieve di Cento (BO)
- Vulv'are (2015-16), serie sul tema della vulva